# National Snow and Ice Data Center
Le National Snow and Ice Data Center, ou NSIDC, est un centre d'information et de référence des États-Unis à l'appui de la recherche polaire et cryosphérique. Le NSIDC est responsable des archives et de la distribution numérique et analogique des données sur la neige et la glace et maintient également des informations sur la couverture de neige, les avalanches, les glaciers, les calottes glaciaires, la glace d'eau douce, la glace de mer, la glace terrestre, le pergélisol, la glace atmosphérique, la paléoglaciologie, et les carottes de glace.
Le NSIDC fait partie de l'Université du Colorado à Boulder (Institut Coopératif de Recherche en Sciences de l'Environnement (CIRES), et est affilié à la National Oceanic and Atmospheric Administration (NOAA) et au Centre National de Données Géophysiques grâce à un accord de coopération. Le NSIDC sert comme l'un des douze Centres d'Archives Actifs Distribués financés par la National Aeronautics and Space Administration dans le but d'archiver et de diffuser les données passées et actuelles  des satellites de la NASA et de ses programmes de mesure sur le terrain. Le NSIDC soutient également la Fondation Nationale de la Science par le biais de l'Échange d'Observations Locales et de la Connaissance de l'Arctique (ELOKA) et d'autres subventions de recherche scientifique. Le NSIDC est également membre du Système Mondial de Données de l'ICSU. Mark Serreze est le directeur du NSIDC.

## Histoire
Le Centre mondial de données (WDC) pour la glaciologie, Boulder, un centre de données responsable de l'archivage de l'ensemble de l'information sur la glaciologie, a été créé à l'American Geographical Society sous William O. Champ, directeur, en 1957. Entre 1971 et 1976, il a été opéré par le US Geological Survey, le Bureau de projet de la glaciologie, sous la direction de Mark F. Meier.
En 1976, la responsabilité de la WDC pour la glaciologie a été transférée au Environmental Data and Information Service (EDIS) de la NOAA et le centre a déménagé à l'Université du Colorado à Boulder, sous la direction du Professeur Roger G. Barry. En 1982, la NOAA a créé le National Snow and Ice Data Center (NSIDC), comme un moyen d'élargir la WDC et en tant que moyen d'archivage de données pour des programmes de la NOAA. Dans les années 1980 et 1990, le soutien à NSIDC est élargi avec le financement de la NASA pour le Snow and Ice Distributed Active Archive Center (DAAC) et le financement de la NSF pour gérer certaines données et métadonnées  de l'Arctique et de l'Antarctique.

### Jalons
- 1957-58 : Première Année géophysique internationale
- 1957 : Le Comité national (États-Unis) pour l'IGY attribue l'opération du WDC-A pour la glaciologie à l'American Geographical Society
- 1970 : Le WDC pour la glaciologie est transféré de l'American Geographical Society à l'US Geological Survey à Tacoma, Washington
- 1976 : Le WDC pour la glaciologie est transféré de l'US Geological Survey, à Tacoma, Washington, à l'Université du Colorado à Boulder, au Colorado, sous la direction de Roger Barry
- 1982 : La NOAA désigne le National Snow and Ice Data Center
- 1983 : Le NSIDC reçoit des subventions de la NASA pour l'archivage Nimbus 7 des données micro-ondes passives
- 1990 : Le NSIDC reçoit des fonds de la NSF pour un centre de coordination des données (ADCC) du Système scientifique de l'Arctique (ARCSS)
- 1993 : Le NSIDC reçoit le premier contrat DAAC
- 1996 : Le Centre de coordination de données de l'Antarctique (ADCC) est établi avec le soutien de la NSF
- 1999 : Le Centre de données de glaciologie de l'Antarctique (AGDC) est établi avec le soutien de la NSF
- 2001 : Le NSIDC célèbre son 25e anniversaire
- 2002 : Le Centre de données du sol gelé est établi à l'International Arctic Research Center (CIRC) de soutien
- 2003 : La suite complète des capteurs cryosphériques du Système d'Observation de la Terre (EOS), soient AMSR, GLAS et MODIS, est en orbite
- 2009 : Mark Serreze est nommé directeur du NSIDC

## Interactions internationales
Les programmes de gestion internationale de la science et  des données facilitent le libre échange de données et accélére la recherche visant à comprendre le rôle de la cryosphère dans le système de la Terre. Le NSIDC contribue à un certain nombre de programmes internationaux, dont la plupart, et seulement quelques-uns qui sont mentionnés ici, sont sous l'égide du Conseil International des Unions Scientifiques (CIUS).
Les scientifiques du NSIDC participent à l'Union Internationale de Géodésie et de Géophysique (UGGI), à l'Association Internationale des Sciences Cryosphériques (SIGC), à l'Association Internationale du Pergélisol (IAP), à la Banque de Données numériques mondiale de la glace de mer (GDSIDB) et au World Climate Research Programme (WCRP), y compris Climat et cryosphère (CliC), Global Energy and Water Cycle Experiment (GEWEX), Global Climate Observing System (SMOC), et Global Earth Observation System of Systems (GEOSS). L'ancien directeur du NSIDC, Roger G. Barry, a été co-vice-président du Groupe directeur scientifique de la WCRP CliC jusqu'en 2005, et a été membre du panel d'Observation terrestre pour le climat de la SMOC/Système Mondial d'Observation Terrestre (GTOS) jusqu'en 2007.

## Recherche
Les chercheurs du NSIDC étudient la dynamique des glaces de l'Antarctique, les banquises, les nouvelles techniques de télédétection, de la neige et du gel/dégel des sols, le rôle de la neige dans la modélisation de l'hydrologique, les liens entre les changements dans l'étendue des glaces de mer et les conditions météorologiques, à grande échelle des changements dans le climat polaire, la rivière et le lac de glace, et la distribution et les caractéristiques des variations saisonnières et des sols gelés en permanence. Les scientifiques résidents poursuivent leurs travaux dans le cadre de la Division de processus cryosphérique et polaire de l'CIRES, à l'université du Colorado à Boulder.
Le NSIDC surveille aussi les glaces de mer de l'Arctique et de l'Antarctique en temps quasi réel, et publie régulièrement des données et l'analyse de l'étendue des glaces de mer sur sa page Glace de la mer Arctique : nouvelles et analyse.

## Connaissances locales et traditionnelles
Un projet de recherche du NSIDC est l'Échange d'Observations Locales et de la Connaissance de l'Arctique ou d'ELOKA. Il s'agit d'une collaboration internationale de l'effort qui a été lancé au cours de la période 2007-2009 de l'Année polaire internationale. ELOKA facilite la collecte, la conservation, l'échange et l'utilisation des observations locales et de la connaissance de l'Arctique. La gestion des données et le support de l'utilisateur est fourni par ELOKA alors qu'il favorise la collaboration entre les résidents de l'Arctique experts et des chercheurs invités. En travaillant ensemble, les résidents de l'Arctique, et les chercheurs ont fait d'importantes contributions à notre compréhension de l'Arctique et ses changements récents. Un des principaux défis des connaissances locales et traditionnelles (LTK) de recherche et de surveillance communautaire est d'avoir un moyen efficace et approprié de l'enregistrement, de stockage et de gestion des données et de l'information. De plus, il y a le problème de trouver un moyen efficace de mettre ces données à la disposition des résidents de l'Arctique et des chercheurs, ainsi que d'autres groupes intéressés, tels que les enseignants, les étudiants et les décideurs. Sans un réseau et système de gestion de données à l'appui de LTK et de la recherche communautaire, un certain nombre de problèmes ont surgi. ELOKA vise à combler cette lacune.